# Berliner Landespokal 2017/18
Der Berliner Pilsner-Pokal 2017/18 war die 92. Austragung des Berliner Landespokals der Männer im Amateurfußball, der vom Berliner Fußball-Verband durchgeführt wurde. Der BFC Dynamo verteidigte im Finale, am 21. Mai 2018, gegen den Berliner Sport-Club aus der Berlin-Liga mit 2:1 seinen Pokalsieg aus dem Vorjahr und wurde, zum sechsten Mal, Landespokalsieger. Durch diesen Sieg qualifizierte sich der BFC Dynamo für den DFB-Pokal 2018/19.
Das Endspiel fand, im Rahmen des 3. Finaltages der Amateure, am 21. Mai 2018 im Berliner Friedrich-Ludwig-Jahn-Sportpark statt.

## Kalender
Die Spiele des diesjährigen Berliner Landespokal wurden an folgenden Terminen ausgetragen:
| Runde               | Datum                           | Spiele | Vereine   |
| ------------------- | ------------------------------- | ------ | --------- |
| Qualifikationsrunde | 12. – 13. August 2017           | 51     | 179 → 128 |
| 1. Hauptrunde       | 31. August – 27. September 2017 | 64     | 128 → 640 |
| 2. Hauptrunde       | 7. – 8. Oktober 2017            | 32     | 64 → 32   |
| 3. Hauptrunde       | 11. – 15. November 2017         | 16     | 32 → 16   |
| Achtelfinale        | 11. Februar – 17. März 2018     | 8      | 16 → 80   |
| Viertelfinale       | 24. März – 11. April 2018       | 4      | 8 → 4     |
| Halbfinale          | 18. April 2018                  | 2      | 4 → 2     |
| Finale              | 21. Mai 2018                    | 1      | 2 → 1     |

## Teilnehmende Mannschaften
Am Berliner Landespokal 2017/18 nahmen alle 179 Berliner 1. Herrenmannschaften von der Regionalliga Nordost bis zur Kreisliga C sowie der Pokalsieger der Freizeitliga teil.
Die Mannschaften gliederten sich für den Berliner Landespokal wie folgt nach Ligaebene auf (in Klammern ist die Ligaebene angegeben, in der der Verein spielt):
| Regionalliga Nordost Berliner Vertreter der Saison 2017/18 | Oberliga Nordost Berliner Vertreter der Saison 2017/18                                                                    | Berlin-Liga 18 Vertreter der Saison 2017/18 | Landesliga 1. Abteilung 13 Vertreter der Saison 2017/18 | Landesliga 2. Abteilung 15 Vertreter der Saison 2017/18 |
| - FC Viktoria 1889 Berlin (RL) - Berliner AK 07 (RL) - BFC Dynamo (RL) - VSG Altglienicke (RL) | - SV Lichtenberg 47 (OL) - Hertha 03 Zehlendorf (OL) - Tennis Borussia Berlin (OL) - CFC Hertha 06 (OL) - SC Staaken (OL) | - Eintracht Mahlsdorf (VL) - SD Croatia Berlin (VL) - Tasmania Berlin (VL) - SFC Stern 1900 (VL) - TSV Rudow (VL) - Blau-Weiß 90 Berlin (VL) - BFC Preussen (VL) - Berliner Sport-Club (VL) - SV Empor Berlin (VL) - TuS Makkabi Berlin (VL) - Nordberliner SC (VL) - BSV Al-Dersimspor (VL) - Füchse Berlin Reinickendorf (VL) - DJK Schwarz-Weiß Neukölln (VL) - SpVgg Hellas-Nordwest 04 (VL) - SV Sparta Lichtenberg (VL) - 1. FC Schöneberg (VL) - FSV Spandauer Kickers (VL) | - BSV Hürtürkel (LL) - Hilalspor Berlin (LL) - Türkiyemspor Berlin (LL) - Berolina Stralau (LL) - FC Internationale Berlin (LL) - TSV Mariendorf 1897 (LL) - Concordia Wittenau (LL) - VfB Hermsdorf (LL) - Adlershofer BC (LL) - Türkspor FK (LL) - Club Italia (LL) - Blau-Weiß Berolina Mitte (LL) - Lichtenrader BC 25 (LL) | - 1. FC Wilmersdorf (LL) - SC Charlottenburg (LL) - Fortuna Biesdorf (LL) - SC Gatow (LL) - FC Stern Marienfelde (LL) - FC Spandau 06 (LL) - Blau-Weiß Hohen Neuendorf (LL) - Sportfreunde Johannisthal (LL) - SSC Teutonia 99 (LL) - BSC Rehberge 1945 (LL) - 1. FC Neukölln (LL) - FC Brandenburg 03 (LL) - Frohnauer SC (LL) - FC NORDOST Berlin (LL) - Weißenseer FC (LL) |
| Bezirksliga Saison 2017/18 | Kreisliga A Saison 2017/18                                                                                                | Kreisliga B Saison 2017/18 | Kreisliga C Saison 2017/18 | Freizeitliga Pokalsieger der Saison 2016/17 |
| 37 Vertreter der drei Abteilungen (BL) | 37 Vertreter der vier Abteilungen (KLA)                                                                                   | 39 Vertreter der sechs Abteilungen (KLB) | 10 Vertreter der vier Abteilung (KLC) | RBC Berlin (FZL) |
| Ligaebene in Klammern: • RL = Regionalliga • OL = Oberliga • VL = Verbandsliga (Berlin-Liga) • LL = Landesliga • BL = Bezirksliga • KLA = Kreisliga A • KLB = Kreisliga B • KLC = Kreisliga C • FZL = Freizeitliga | | | | |

## Spielmodus
Der Berliner Landespokal 2017/18 wurde im K.-o.-System ausgetragen. Es wurde zunächst versucht, in 90 Minuten einen Gewinner auszuspielen. Stand es danach unentschieden, kam es wie in anderen Pokalwettbewerben zu einer Verlängerung von 2 × 15 Minuten. War danach immer noch keine Entscheidung gefallen, wurde der Sieger im Elfmeterschießen nach dem bekannten Muster ermittelt.

## Turnierbaum
|  | Achtelfinale | Achtelfinale                | Achtelfinale           |                             |                            | Viertelfinale | Viertelfinale | Viertelfinale |  |  | Halbfinale | Halbfinale | Halbfinale |  |  | Finale | Finale | Finale |
|  |              |                             |                        |                             |                            |               |               |               |  |  |            |            |            |  |  |        |        |        |
|  | LL           | Türkiyemspor Berlin         | 1                      |                             |                            |               |               |               |  |  |            |            |            |  |  |        |        |        |
|  | RL           | BFC Dynamo                  | 2                      |                             |                            |               |               |               |  |  |            |            |            |  |  |        |        |        |
|  | RL           | BFC Dynamo                  | 2                      | RL                          | BFC Dynamo                 | 3             |               |               |  |  |            |            |            |  |  |        |        |        |
|  |              |                             |                        | RL                          | BFC Dynamo                 | 3             |               |               |  |  |            |            |            |  |  |        |        |        |
|  |              |                             | OL                     | SV Lichtenberg 47           | 0                          |               |               |               |  |  |            |            |            |  |  |        |        |        |
|  | VL           | TSV Rudow                   | OL                     | SV Lichtenberg 47           | 0                          | 1             |               |               |  |  |            |            |            |  |  |        |        |        |
|  | VL           | TSV Rudow                   |                        |                             |                            | 1             |               |               |  |  |            |            |            |  |  |        |        |        |
|  | OL           | SV Lichtenberg 47           | 2                      |                             |                            |               |               |               |  |  |            |            |            |  |  |        |        |        |
|  | OL           | SV Lichtenberg 47           | 2                      | RL                          | BFC Dynamo                 | 2             |               |               |  |  |            |            |            |  |  |        |        |        |
|  |              |                             |                        | RL                          | BFC Dynamo                 | 2             |               |               |  |  |            |            |            |  |  |        |        |        |
|  |              | OL                          | Tennis Borussia Berlin | 1                           |                            |               |               |               |  |  |            |            |            |  |  |        |        |        |
|  | OL           | OL                          | Tennis Borussia Berlin | 1                           | Tennis Borussia Berlin     | 4             |               |               |  |  |            |            |            |  |  |        |        |        |
|  | OL           |                             |                        |                             | Tennis Borussia Berlin     | 4             |               |               |  |  |            |            |            |  |  |        |        |        |
|  | VL           | SFC Stern 1900              | 1                      |                             |                            |               |               |               |  |  |            |            |            |  |  |        |        |        |
|  | VL           | SFC Stern 1900              | 1                      | OL                          | Tennis Borussia Berlin a   | 2             |               |               |  |  |            |            |            |  |  |        |        |        |
|  |              |                             |                        | OL                          | Tennis Borussia Berlin a   | 2             |               |               |  |  |            |            |            |  |  |        |        |        |
|  |              |                             | VL                     | Tasmania Berlin             | 2                          |               |               |               |  |  |            |            |            |  |  |        |        |        |
|  | BL           | Anadoluspor                 | VL                     | Tasmania Berlin             | 2                          | 0             |               |               |  |  |            |            |            |  |  |        |        |        |
|  | BL           | Anadoluspor                 |                        |                             |                            |               |               |               |  |  |            |            |            |  |  |        |        |        |
|  | VL           | Tasmania Berlin             | 3                      |                             |                            |               |               |               |  |  |            |            |            |  |  |        |        |        |
|  | VL           | Tasmania Berlin             | 3                      | RL                          | BFC Dynamo                 | 2             |               |               |  |  |            |            |            |  |  |        |        |        |
|  |              |                             |                        |                             |                            |               |               |               |  |  |            |            |            |  |  |        |        |        |
|  |              | VL                          | Berliner Sport-Club    | 1                           |                            |               |               |               |  |  |            |            |            |  |  |        |        |        |
|  | LL           | VL                          | Berliner Sport-Club    | 1                           | 1. FC Novi Pazar 95 Berlin | 1             |               |               |  |  |            |            |            |  |  |        |        |        |
|  | LL           |                             |                        |                             | 1. FC Novi Pazar 95 Berlin | 1             |               |               |  |  |            |            |            |  |  |        |        |        |
|  | VL           | Berliner Sport-Club         | 2                      |                             |                            |               |               |               |  |  |            |            |            |  |  |        |        |        |
|  | VL           | Berliner Sport-Club         | 2                      | VL                          | Berliner Sport-Club        | 4             |               |               |  |  |            |            |            |  |  |        |        |        |
|  |              |                             |                        | VL                          | Berliner Sport-Club        | 4             |               |               |  |  |            |            |            |  |  |        |        |        |
|  |              |                             | VL                     | Füchse Berlin Reinickendorf | 0                          |               |               |               |  |  |            |            |            |  |  |        |        |        |
|  | VL           | Füchse Berlin Reinickendorf | VL                     | Füchse Berlin Reinickendorf | 0                          | 3             |               |               |  |  |            |            |            |  |  |        |        |        |
|  | VL           | Füchse Berlin Reinickendorf |                        |                             |                            | 3             |               |               |  |  |            |            |            |  |  |        |        |        |
|  | OL           | CFC Hertha 06               | 1                      |                             |                            |               |               |               |  |  |            |            |            |  |  |        |        |        |
|  | OL           | CFC Hertha 06               | 1                      | VL                          | Berliner Sport-Club        | 3             |               |               |  |  |            |            |            |  |  |        |        |        |
|  |              |                             |                        | VL                          | Berliner Sport-Club        | 3             |               |               |  |  |            |            |            |  |  |        |        |        |
|  |              | VL                          | Eintracht Mahlsdorf    | 2                           |                            |               |               |               |  |  |            |            |            |  |  |        |        |        |
|  | LL           | VL                          | Eintracht Mahlsdorf    | 2                           | FC Internationale Berlin   | 2             |               |               |  |  |            |            |            |  |  |        |        |        |
|  | LL           |                             |                        |                             |                            |               |               |               |  |  |            |            |            |  |  |        |        |        |
|  | LL           | Berolina Stralau            | 1                      |                             |                            |               |               |               |  |  |            |            |            |  |  |        |        |        |
|  | LL           | Berolina Stralau            | 1                      | LL                          | FC Internationale Berlin   | 0             |               |               |  |  |            |            |            |  |  |        |        |        |
|  |              |                             |                        | LL                          | FC Internationale Berlin   | 0             |               |               |  |  |            |            |            |  |  |        |        |        |
|  |              |                             | VL                     | Eintracht Mahlsdorf         | 1                          |               |               |               |  |  |            |            |            |  |  |        |        |        |
|  | VL           | Eintracht Mahlsdorf         | VL                     | Eintracht Mahlsdorf         | 1                          | 5             |               |               |  |  |            |            |            |  |  |        |        |        |
|  | VL           | Eintracht Mahlsdorf         |                        |                             |                            |               |               |               |  |  |            |            |            |  |  |        |        |        |
|  | RL           | VSG Altglienicke            | 1                      |                             |                            |               |               |               |  |  |            |            |            |  |  |        |        |        |

## Ergebnisse

### Qualifikationsrunde
An der Qualifikationsrunde nahmen 103 Mannschaften von der Bezirksliga bis zur Kreisliga C sowie der Pokalsieger der Freizeitliga teil.
| Datum                |                                  | Ergebnis              |                                        |
| -------------------- | -------------------------------- | --------------------- | -------------------------------------- |
| Sa 12.08., 14:00 Uhr | SSV Köpenick-Oberspree (KLA)     | 9:2                   | SG Prenzlauer Berg (KLB)               |
| Sa 12.08., 14:00 Uhr | TSV Eiche Köpenick (KLB)         | 5:2                   | BSC Reinickendorf 21 (KLB)             |
| Sa 12.08., 14:00 Uhr | Friedrichshagener SV (BL)        | 0:1                   | Minerva 93 Berlin (KLA)                |
| Sa 12.08., 15:00 Uhr | VSG Rahnsdorf (KLB)              | 06:0 1                | FC Liria Berlin (BL)                   |
| Sa 12.08., 15:00 Uhr | NSF Gropiusstadt (KLA)           | 2:2 n. V. (1:3 i. E.) | VfB Berlin-Friedrichshain (BL)         |
| Sa 12.08., 15:30 Uhr | SV Rot-Weiß Viktoria Mitte (KLB) | 1:4                   | SC Union Südost (KLB)                  |
| Sa 12.08., 15:30 Uhr | SC Kickers Berlin 08 (KLC)       | 01:13                 | FC Treptow (KLA)                       |
| So 13.08., 12:00 Uhr | SC Berliner Amateure (KLB)       | 4:1                   | SG Blankenburg (BL)                    |
| So 13.08., 12:00 Uhr | SC Lankwitz (KLA)                | 1:3                   | CSV Olympia 1897 (KLA)                 |
| So 13.08., 12:00 Uhr | Kickers Hirschgarten (KLB)       | 3:2                   | FSV Hansa 07 Berlin (BL)               |
| So 13.08., 12:30 Uhr | BSV Heinersdorf (BL)             | 6:1                   | Steglitz GB (KLB)                      |
| So 13.08., 12:30 Uhr | Grün Weiss Baumschulenweg (KLB)  | 0:4                   | Berliner SV 1892 (BL)                  |
| So 13.08., 12:30 Uhr | BSC Eintracht/Südring 1931 (KLA) | 4:3 n. V.             | SV Pfefferwerk (KLC)                   |
| So 13.08., 13:30 Uhr | SV Askania Coepenick (KLB)       | 2:2 n. V. (3:4 i. E.) | SV Karow 96 (KLA)                      |
| So 13.08., 14:00 Uhr | BSC Kickers 1900 (BL)            | 2:1                   | SV Blau-Gelb Berlin (KLA)              |
| So 13.08., 14:00 Uhr | SC Borsigwalde 1910 (BL)         | 00:6 2                | MSV Normannia 08 (KLA)                 |
| So 13.08., 14:00 Uhr | SV Nord Wedding (KLA)            | 06:0 3                | FC Al-Kauthar (KLB)                    |
| So 13.08., 14:00 Uhr | SV Deportivo Latino (KLB)        | 1:2                   | SV Adler Berlin (KLB)                  |
| So 13.08., 14:00 Uhr | SV Treptow 46 (KLB)              | 3:3 n. V. (1:4 i. E.) | SG Rotation Prenzlauer Berg (BL)       |
| So 13.08., 14:00 Uhr | FC Arminia Tegel (KLA)           | 3:3 n. V. (5:3 i. E.) | RBC Berlin (FZL)                       |
| So 13.08., 15:00 Uhr | FV Blau-Weiß Spandau (BL)        | 1:3 n. V.             | 1. FC Wacker Lankwitz (KLA)            |
| So 13.08., 15:00 Uhr | FK Srbija Berlin (BL)            | 2:2 n. V. (5:6 i. E.) | SG Stern Kaulsdorf (BL)                |
| So 13.08., 15:00 Uhr | Empor Hohenschönhausen (KLC)     | 1:2                   | DJK Roland-Borsigwalde (KLB)           |
| So 13.08., 15:00 Uhr | SSG Humboldt zu Berlin (KLA)     | 2:4                   | NSC Marathon 02 (KLB)                  |
| So 13.08., 15:00 Uhr | BFC Südring (KLA)                | 1:3                   | BFC Tur Abdin (BL)                     |
| So 13.08., 15:00 Uhr | Rixdorfer SV (BL)                | 3:0                   | SV Stern Britz (BL)                    |
| So 13.08., 15:00 Uhr | Rot-Weiß Hellersdorf (KLB)       | 4:0                   | FC Hellas (KLB)                        |
| So 13.08., 15:00 Uhr | FSV Fortuna Pankow (BL)          | 2:3                   | BFC Meteor 06 (BL)                     |
| So 13.08., 15:00 Uhr | FC Phönix Amed (KLA)             | 06:0 4                | FC Polonia (KLC)                       |
| So 13.08., 15:00 Uhr | SV Hürriyet Burgund (KLB)        | 06:0 5                | 1. FC Besiktas Berlin (KLC)            |
| So 13.08., 15:00 Uhr | TSV Lichtenberg (KLA)            | 2:2 n. V. (4:2 i. E.) | SV Norden-Nordwest (BL)                |
| So 13.08., 15:00 Uhr | SFC Friedrichshain (KLA)         | 3:3 n. V. (5:6 i. E.) | SC Borussia 1920 Friedrichsfelde (KLB) |
| So 13.08., 15:00 Uhr | BSC Marzahn (KLB)                | 3:3 n. V. (4:2 i. E.) | Berliner TSC (KLA)                     |
| So 13.08., 15:00 Uhr | FC Karame (KLC)                  | 5:1                   | VfB Sperber Neukölln (KLB)             |
| So 13.08., 15:00 Uhr | SG Nordring 1949 (KLC)           | 0:4                   | SV Bau-Union Berlin (KLB)              |
| So 13.08., 15:00 Uhr | Alemannia 06 Haselhorst (KLA)    | 4:1                   | WFC Corso 99/Vineta (KLB)              |
| So 13.08., 15:00 Uhr | Besiktas JK Berlin (BL)          | 3:2 n. V.             | Blau-Weiß Friedrichshain (KLB)         |
| So 13.08., 15:00 Uhr | SV Berlin-Chemie Adlershof (KLB) | 4:4 n. V. (4:3 i. E.) | FC Kreuzberg (KLA)                     |
| So 13.08., 15:00 Uhr | 1. FC Afrisko (KLA)              | 17:10                 | HFC Schwarz-Weiß (KLC)                 |
| So 13.08., 15:00 Uhr | Traber FC Mariendorf (KLA)       | 1:1 n. V. (4:5 i. E.) | Sportfreunde Kladow (KLA)              |
| So 13.08., 15:00 Uhr | Wartenberger SV (BL)             | 06:0 6                | SC Capri (KLC)                         |
| So 13.08., 15:00 Uhr | BSV Oranke (KLA)                 | 6:1 n. V.             | 1. FC Berlin 06 (KLB)                  |
| So 13.08., 15:00 Uhr | 1. FC Marzahn (BL)               | 3:5                   | Schwarz-Weiß Spandau (BL)              |
| So 13.08., 15:00 Uhr | NFC Rot-Weiß Berlin (KLA)        | 3:1                   | RFC Liberta (KLB)                      |
| So 13.08., 15:00 Uhr | Grünauer BC (BL)                 | 5:0                   | ASV Berlin (KLB)                       |
| So 13.08., 15:00 Uhr | FC Grunewald (KLC)               | 0:5                   | VfB Einheit zu Pankow (KLA)            |
| So 13.08., 15:00 Uhr | SpVgg Tiergarten (KLA)           | 2:5 n. V.             | Anadoluspor (BL)                       |
| So 13.08., 15:00 Uhr | Blau-Weiß Hohenschönhausen (KLB) | 6:4                   | Spandauer FC Veritas (BL)              |
| So 13.08., 15:00 Uhr | FCK Frohnau (KLA)                | 3:4                   | SV Schmöckwitz-Eichwalde (KLA)         |
| So 13.08., 15:00 Uhr | SV Süden 09 (KLB)                | 7:0                   | BFC Alemannia 90 (KLB)                 |
| So 13.08., 15:00 Uhr | Victoria Friedrichshain (KLA)    | 3:0                   | SC Siemensstadt (KLB)                  |
| 0                    | Cimbria Trabzonspor Berlin (KLA) | kampflos 7            |                                        |

### 1. Hauptrunde
An der 1. Hauptrunde nahmen 128 Mannschaften teil, die sich aus den Siegern der Qualifikationsrunde und den restlichen Vertretungen von der Regionalliga bis zur Kreisliga B zusammensetzten.
Die Auslosung wurde am 18. August 2017 vorgenommen.
| Datum                 |                                  | Ergebnis              |                                        |
| --------------------- | -------------------------------- | --------------------- | -------------------------------------- |
| Do 31.08., 20:00 Uhr  | SG Eichkamp-Rupenhorn (KLB)      | 01:17                 | Blau-Weiß 90 Berlin (VL)               |
| Sa 02.09., 13:30 Uhr  | SV Lichtenberg 47 (OL)           | 06:0 8                | Sportfreunde Berlin 06 (KLB)           |
| Sa 02.09., 14:00 Uhr  | TSV Eiche Köpenick (KLB)         | 1:5                   | NFC Rot-Weiß Berlin (KLA)              |
| Sa 02.09., 14:00 Uhr  | VSG Altglienicke (RL)            | 6:0                   | FC Brandenburg 03 (LL)                 |
| Sa 02.09., 14:00 Uhr  | Blau-Weiß Hohenschönhausen (KLB) | 0:1                   | 1. FC Neukölln (LL)                    |
| Sa 02.09., 14:00 Uhr  | SSV Köpenick-Oberspree (KLA)     | 6:4 n. V.             | BSC Eintracht/Südring 1931 (KLA)       |
| Sa 02.09., 14:00 Uhr  | BFC Dynamo (RL)                  | 6:0                   | Türkspor FK (LL)                       |
| Sa 02.09., 14:00 Uhr  | SC Charlottenburg (LL)           | 4:2                   | Köpenicker SC (BL)                     |
| Sa 02.09., 14:15 Uhr  | SG Rotation Prenzlauer Berg (BL) | 0:4                   | Türkiyemspor Berlin (LL)               |
| Sa 02.09., 14:30 Uhr  | Borussia Pankow (KLA)            | 01:18                 | Frohnauer SC (LL)                      |
| Sa 02.09., 14:30 Uhr  | FSV Spandauer Kickers (VL)       | 11:00                 | NSC Marathon 02 (KLB)                  |
| So 03.09., 10:00 Uhr  | 1. FFV Spandau (KLB)             | 4:5                   | VSG Rahnsdorf (KLB)                    |
| So 03.09., 10:00 Uhr  | DJK Roland-Borsigwalde (KLB)     | 0:9                   | Eintracht Mahlsdorf (VL)               |
| So 03.09., 10:00 Uhr  | SV Adler Berlin (KLB)            | 0:8                   | 1. FC Schöneberg (VL)                  |
| So 03.09., 11:15 Uhr  | FC Stern Marienfelde (LL)        | 1:1 n. V. (3:4 i. E.) | SFC Stern 1900 (VL)                    |
| So 03.09., 11:30 Uhr  | FC Internationale Berlin (LL)    | 3:1                   | Grünauer BC (BL)                       |
| So 03.09., 12:00 Uhr  | BFC Preussen (VL)                | 20:00                 | SV Hürriyet Burgund (KLB)              |
| So 03.09., 12:15 Uhr  | SC Westend 1901 (KLA)            | 0:8                   | Hertha 03 Zehlendorf (OL)              |
| So 03.09., 12:25 Uhr  | SSC Südwest 1947 (BL)            | 4:1                   | Wartenberger SV (BL)                   |
| So 03.09., 12:30 Uhr  | Nordberliner SC (VL)             | 7:1                   | Victoria Friedrichshain (KLA)          |
| So 03.09., 12:30 Uhr  | Polar Pinguin (KLA)              | 1:5                   | Anadoluspor (BL)                       |
| So 03.09., 13:00 Uhr  | BFC Meteor 06 (BL)               | 4:1                   | SV Berliner VG 49 (BL)                 |
| So 03.09., 13:00 Uhr  | FC Karame (KLC)                  | 0:2                   | 1. FC Lübars (BL)                      |
| So 03.09., 13:00 Uhr  | SC Union Südost (KLB)            | 2:3                   | SC Union 06 Berlin (BL)                |
| So 03.09., 13:00 Uhr  | Blau-Weiß Buch (KLB)             | 0:7                   | SpVgg Hellas-Nordwest 04 (VL)          |
| So 03.09., 13:00 Uhr  | BFC Tur Abdin (BL)               | 0:3                   | Lichtenrader BC 25 (LL)                |
| So 03.09., 13:00 Uhr  | Hilalspor Berlin (LL)            | 5:1                   | BSV Heinersdorf (BL)                   |
| So 03.09., 13:30 Uhr  | SV Süden 09 (KLB)                | 0:2                   | Fortuna Biesdorf (LL)                  |
| So 03.09., 13:30 Uhr  | SC Berliner Amateure (KLB)       | 00:11                 | BSV Al-Dersimspor (VL)                 |
| So 03.09., 13:30 Uhr  | Berliner AK 07 (RL)              | 10:00                 | TSV Lichtenberg (KLA)                  |
| So 03.09., 14:00 Uhr  | BSC Rehberge 1945 (LL)           | 2:0                   | Rixdorfer SV (BL)                      |
| So 03.09., 14:00 Uhr  | Alemannia 06 Haselhorst (KLA)    | 1:3                   | SSC Teutonia 99 (LL)                   |
| So 03.09., 14:00 Uhr  | SV Sparta Lichtenberg (VL)       | 01:10                 | Tennis Borussia Berlin (OL)            |
| So 03.09., 14:00 Uhr  | BSC Kickers 1900 (BL)            | 2:1                   | Sportfreunde Kladow (KLA)              |
| So 03.09., 14:00 Uhr  | Weißenseer FC (LL)               | 4:1                   | Adlershofer BC (LL)                    |
| So 03.09., 14:00 Uhr  | Blau-Weiß Hohen Neuendorf (LL)   | 1:3 n. V.             | SF Charlottenburg-Wilmersdorf (BL)     |
| So 03.09., 14:00 Uhr  | Rot-Weiß Hellersdorf (KLB)       | 1:4                   | CFC Hertha 06 (OL)                     |
| So 03.09., 14:00 Uhr  | Füchse Berlin Reinickendorf (VL) | 8:0                   | SV Berlin-Chemie Adlershof (KLB)       |
| So 03.09., 14:00 Uhr  | VfB Einheit zu Pankow (KLA)      | 1:3                   | SG Stern Kaulsdorf (BL)                |
| So 03.09., 14:00 Uhr  | SC Staaken (OL)                  | 5:2                   | FC Spandau 06 (LL)                     |
| So 03.09., 14:00 Uhr  | FC Phönix Amed (KLA)             | 3:1                   | TuS Makkabi Berlin (VL)                |
| So 03.09., 14:00 Uhr  | BSC Marzahn (KLB)                | 4:6                   | BSV Grün-Weiss Neukölln (BL)           |
| So 03.09., 14:00 Uhr  | 1. FC Wilmersdorf (LL)           | 0:0 n. V. (7:6 i. E.) | Sportfreunde Johannisthal (LL)         |
| So 03.09., 14:15 Uhr  | Friedenauer TSC (BL)             | 2:3                   | Schwarz-Weiß Spandau (BL)              |
| So 03.09., 14:15 Uhr  | Berliner SV 1892 (BL)            | 4:0                   | Kickers Hirschgarten (KLB)             |
| So 03.09., 14:15 Uhr  | BFC Germania 1888 (KLB)          | 4:2                   | BSV Hürtürkel (LL)                     |
| So 03.09., 14:30 Uhr  | SV Karow 96 (KLA)                | 1:3                   | FC NORDOST Berlin (LL)                 |
| So 03.09., 14:30 Uhr  | SD Croatia Berlin (VL)           | 1:3                   | Tasmania Berlin (VL)                   |
| So 03.09., 14:30 Uhr  | FC Treptow (KLA)                 | 1:3                   | Blau-Weiß Mahlsdorf/Waldesruh (BL)     |
| So 03.09., 14:30 Uhr  | TSV Mariendorf 1897 (LL)         | 2:0                   | SC Gatow (LL)                          |
| So 03.09., 14:30 Uhr  | Berolina Stralau (LL)            | 5:0                   | FV Wannsee (KLA)                       |
| So 03.09., 14:30 Uhr  | BSV Oranke (KLA)                 | 2:6                   | Berliner Sport-Club (VL)               |
| So 03.09., 14:30 Uhr  | Cimbria Trabzonspor Berlin (KLA) | 9:1                   | SV Bau-Union Berlin (KLB)              |
| So 03.09., 15:00 Uhr  | CSV Olympia 1897 (KLA)           | 0:6                   | FC Viktoria 1889 Berlin (RL)           |
| So 03.09., 15:00 Uhr  | FC Arminia Tegel (KLA)           | 1:3                   | SV Schmöckwitz-Eichwalde (KLA)         |
| So 03.09., 15:00 Uhr  | TSV Rudow (VL)                   | 3:1                   | Blau-Weiß Berolina Mitte (LL)          |
| So 03.09., 15:00 Uhr  | VfB Hermsdorf (LL)               | 0:3                   | SV Buchholz (BL)                       |
| So 03.09., 15:00 Uhr  | Concordia Britz (BL)             | 1:4 n. V.             | SV Empor Berlin (VL)                   |
| So 03.09., 15:15 Uhr  | VfB Berlin-Friedrichshain (BL)   | 3:1 n. V.             | Minerva 93 Berlin (KLA)                |
| So 03.09., 15:45 Uhr  | Besiktas JK Berlin (BL)          | 3:2 n. V.             | Concordia Wittenau (LL)                |
| So 03.09., 15:45 Uhr  | 1. FC Wacker Lankwitz (KLA)      | 4:1                   | FC Concordia Wilhelmsruh (KLA)         |
| So 03.09., 17:30 Uhr  | Club Italia (LL)                 | 3:1                   | 1. FC Afrisko (KLA)                    |
| Do 14.09., 19:00 Uhr  | SV Nord Wedding (KLA)            | 4:0                   | SC Borussia 1920 Friedrichsfelde (KLB) |
| Mi .27.09., 19:00 Uhr | MSV Normannia 08 (KLA)           | 4:4 n. V. (4:5 i. E.) | DJK Schwarz-Weiß Neukölln (VL)         |

### 2. Hauptrunde
An der 2. Hauptrunde nahmen die 64 Sieger der 1. Hauptrunde teil.
Die Auslosung wurde am 15. September 2017 von Cem Efe, Sportkoordinator der AOK Nordost vorgenommen. 
| Datum                |                                    | Ergebnis              |                                    |
| -------------------- | ---------------------------------- | --------------------- | ---------------------------------- |
| Sa 07.10., 14:30 Uhr | Eintracht Mahlsdorf (VL)           | 3:0                   | Nordberliner SC (VL)               |
| Sa 07.10., 14:30 Uhr | BSC Kickers 1900 (BL)              | 1:6                   | BFC Dynamo (RL)                    |
| Sa 07.10., 15:00 Uhr | VSG Rahnsdorf (KLB)                | 0:6                   | Füchse Berlin Reinickendorf (VL)   |
| So 08.10., 11:00 Uhr | DJK Schwarz-Weiß Neukölln (VL)     | 12:00                 | Cimbria Trabzonspor Berlin (KLA)   |
| So 08.10., 11:30 Uhr | FSV Spandauer Kickers (VL)         | 5:0                   | Lichtenrader BC 25 (LL)            |
| So 08.10., 12:00 Uhr | BFC Preussen (VL)                  | 4:6                   | Berliner Sport-Club (VL)           |
| So 08.10., 12:15 Uhr | Berliner SV 1892 (BL)              | 0:2                   | SV Lichtenberg 47 (OL)             |
| So 08.10., 12:30 Uhr | 1. FC Schöneberg (VL)              | 2:1                   | Fortuna Biesdorf (LL)              |
| So 08.10., 12:30 Uhr | BFC Meteor 06 (BL)                 | 1:5                   | Tasmania Berlin (VL)               |
| So 08.10., 13:00 Uhr | Frohnauer SC (LL)                  | 6:2                   | SV Schmöckwitz-Eichwalde (KLA)     |
| So 08.10., 13:00 Uhr | 1. FC Neukölln (LL)                | 4:1                   | SSC Südwest 1947 (BL)              |
| So 08.10., 14:00 Uhr | SC Union 06 Berlin (BL)            | 2:2 n. V. (5:4 i. E.) | BSC Rehberge 1945 (LL)             |
| So 08.10., 14:00 Uhr | SC Charlottenburg (LL)             | 06:0 9                | FC NORDOST Berlin (LL)             |
| So 08.10., 14:00 Uhr | CFC Hertha 06 (OL)                 | 8:0                   | Schwarz-Weiß Spandau (BL)          |
| So 08.10., 14:00 Uhr | Hertha 03 Zehlendorf (OL)          | 1:0                   | Blau-Weiß 90 Berlin (VL)           |
| So 08.10., 14:00 Uhr | SV Empor Berlin (VL)               | 2:1                   | Hilalspor Berlin (LL)              |
| So 08.10., 14:00 Uhr | FC Internationale Berlin (LL)      | 6:1                   | FC Phönix Amed (KLA)               |
| So 08.10., 14:00 Uhr | 1. FC Wilmersdorf (LL)             | 3:1                   | Berliner AK 07 (RL)                |
| So 08.10., 14:00 Uhr | Türkiyemspor Berlin (LL)           | 6:0                   | Weißenseer FC (LL)                 |
| So 08.10., 14:00 Uhr | 1. FC Wacker Lankwitz (KLA)        | 2:5                   | VSG Altglienicke (RL)              |
| So 08.10., 14:00 Uhr | BSV Grün-Weiss Neukölln (BL)       | 6:0                   | SSV Köpenick-Oberspree (KLA)       |
| So 08.10., 14:00 Uhr | NFC Rot-Weiß Berlin (KLA)          | 0:8                   | SC Staaken (OL)                    |
| So 08.10., 14:00 Uhr | SG Stern Kaulsdorf (BL)            | 1:3                   | 1. FC Lübars (BL)                  |
| So 08.10., 14:30 Uhr | SSC Teutonia 99 (LL)               | 2:0                   | Blau-Weiß Mahlsdorf/Waldesruh (BL) |
| So 08.10., 14:30 Uhr | Berolina Stralau (LL)              | 7:0                   | SV Buchholz (BL)                   |
| So 08.10., 14:30 Uhr | TSV Mariendorf 1897 (LL)           | 0:3                   | Tennis Borussia Berlin (OL)        |
| So 08.10., 15:00 Uhr | SF Charlottenburg-Wilmersdorf (BL) | 0:3                   | FC Viktoria 1889 Berlin (RL)       |
| So 08.10., 15:00 Uhr | BSV Al-Dersimspor (VL)             | 1:4                   | SFC Stern 1900 (VL)                |
| So 08.10., 15:00 Uhr | SpVgg Hellas-Nordwest 04 (VL)      | 4:0                   | SV Nord Wedding (KLA)              |
| So 08.10., 15:15 Uhr | VfB Berlin-Friedrichshain (BL)     | 1:4                   | Anadoluspor (BL)                   |
| So 08.10., 15:40 Uhr | TSV Rudow (VL)                     | 6:1                   | BFC Germania 1888 (KLB)            |
| So 08.10., 15:45 Uhr | Besiktas JK Berlin (BL)            | 2:2 n. V. (5:6 i. E.) | Club Italia (LL)                   |

### 3. Hauptrunde
An der 3. Hauptrunde nahmen die 32 Sieger der 2. Hauptrunde teil.
Die Auslosung wurde am 20. Oktober 2017 vorgenommen.
| Datum                 |                                    | Ergebnis              |                                  |
| --------------------- | ---------------------------------- | --------------------- | -------------------------------- |
| Sa 11.11., 13:00 Uhr  | SV Lichtenberg 47 (OL)             | 2:2 n. V. (5:4 i. E.) | FC Viktoria 1889 Berlin (RL)     |
| Sa 11.11., 14:00 Uhr  | DJK Schwarz-Weiß Neukölln (VL)     | 0:4                   | BFC Dynamo (RL)                  |
| Sa 11.11., 14:00 Uhr  | Berliner Sport-Club (VL)           | 4:0                   | BSV Grün-Weiss Neukölln (BL)     |
| Sa 11.11., 14:00 Uhr  | VSG Altglienicke (RL)              | 6:2                   | FSV Spandauer Kickers (VL)       |
| So 12.11., 13:00 Uhr  | 1. FC Novi Pazar 95 Berlin 10 (LL) | 3:3 n. V. (7:6 i. E.) | SC Charlottenburg (LL)           |
| So 12.11., 13:00 Uhr  | Frohnauer SC (LL)                  | 0:2                   | Türkiyemspor Berlin (LL)         |
| So 12.11., 13:30 Uhr  | Eintracht Mahlsdorf (VL)           | 3:0                   | 1. FC Schöneberg (VL)            |
| So 12.11., 13:30 Uhr  | 1. FC Lübars (BL)                  | 0:2                   | Tasmania Berlin (VL)             |
| So 12.11., 14:00 Uhr  | SSC Teutonia 99 (LL)               | 2:4                   | Füchse Berlin Reinickendorf (VL) |
| So 12.11., 14:00 Uhr  | 1. FC Wilmersdorf (LL)             | 1:3                   | CFC Hertha 06 (OL)               |
| So 12.11., 14:00 Uhr  | Anadoluspor (BL)                   | 4:1                   | SC Union 06 Berlin (BL)          |
| So 12.11., 14:00 Uhr  | Tennis Borussia Berlin (OL)        | 1:0 n. V.             | SV Empor Berlin (VL)             |
| So 12.11., 14:30 Uhr  | FC Internationale Berlin (LL)      | 3:0                   | Club Italia (LL)                 |
| So 12.11., 15:00 Uhr  | Berlin Türkspor 11 (VL)            | 1:5                   | Berolina Stralau (LL)            |
| Mi .15.11., 19:30 Uhr | SFC Stern 1900 (VL)                | 6:5 n. V.             | Hertha 03 Zehlendorf (OL)        |
| Mi .15.11., 19:30 Uhr | TSV Rudow (VL)                     | 6:5 n. V.             | SC Staaken (OL)                  |

### Achtelfinale
Am Achtelfinale nahmen die 16 Sieger der 3. Hauptrunde teil.
Die Auslosung wurde am 20. Januar 2018 vorgenommen.
| Datum                 |                                  | Ergebnis  |                          |
| --------------------- | -------------------------------- | --------- | ------------------------ |
| So 11.02., 13:00 Uhr  | Anadoluspor (BL)                 | 0:3       | Tasmania Berlin (VL)     |
| So 11.02., 13:00 Uhr  | FC Internationale Berlin (LL)    | 2:1       | Berolina Stralau (LL)    |
| Di .13.02., 19:00 Uhr | 1. FC Novi Pazar 95 Berlin (LL)  | 1:2       | Berliner Sport-Club (VL) |
| Mi .14.02., 19:00 Uhr | Eintracht Mahlsdorf (VL)         | 5:1 n. V. | VSG Altglienicke (RL)    |
| Mi .14.02., 19:00 Uhr | Türkiyemspor Berlin (LL)         | 1:2       | BFC Dynamo (RL)          |
| Mi .14.02., 19:00 Uhr | Füchse Berlin Reinickendorf (VL) | 3:1       | CFC Hertha 06 (OL)       |
| Mi .14.02., 19:30 Uhr | TSV Rudow (VL)                   | 1:2       | SV Lichtenberg 47 (OL)   |
| Sa 17.03., 12:00 Uhr  | Tennis Borussia Berlin (OL)      | 4:1       | SFC Stern 1900 (VL)      |

### Viertelfinale
Am Viertelfinale nahmen die acht Sieger aus dem Achtelfinale teil.
Die Auslosung wurde am 19. Februar 2018 vorgenommen.
| Datum                 |                               | Ergebnis              |                                  |
| --------------------- | ----------------------------- | --------------------- | -------------------------------- |
| Sa 24.03., 13:00 Uhr  | BFC Dynamo (RL)               | 3:0                   | SV Lichtenberg 47 (OL)           |
| Sa 24.03., 14:00 Uhr  | Tennis Borussia Berlin (OL)   | 2:2 n. V. (4:3 i. E.) | Tasmania Berlin (VL)             |
| So 25.03., 14:30 Uhr  | FC Internationale Berlin (LL) | 0:1                   | Eintracht Mahlsdorf (VL)         |
| Mi .11.04., 19:00 Uhr | Berliner Sport-Club (VL)      | 4:0                   | Füchse Berlin Reinickendorf (VL) |

### Halbfinale
Am Halbfinale nahmen die vier Sieger aus dem Viertelfinale teil.
Die Auslosung wurde am 26. März 2018 vorgenommen.
| Datum                 |                          | Ergebnis  |                             |
| --------------------- | ------------------------ | --------- | --------------------------- |
| Mi .18.04., 19:00 Uhr | BFC Dynamo (RL)          | 2:1       | Tennis Borussia Berlin (OL) |
| Mi .18.04., 19:00 Uhr | Berliner Sport-Club (VL) | 3:2 n. V. | Eintracht Mahlsdorf (VL)    |

### Finale
| BFC Dynamo                                                                    | BFC Dynamo | Berliner Sport-Club | Berliner Sport-Club |
| ----------------------------------------------------------------------------- | --- | --- | ------------------- |
| BFC Dynamo                                                                    | \| Montag, 21. Mai 2018 um 17:00 Uhr in Berlin (Friedrich-Ludwig-Jahn-Sportpark) \| \| Ergebnis: 2:1 (1:0) \| \| Zuschauer: 6.428 \| \| Schiedsrichter: Stefan Paffrath \| | \| Montag, 21. Mai 2018 um 17:00 Uhr in Berlin (Friedrich-Ludwig-Jahn-Sportpark) \| \| Ergebnis: 2:1 (1:0) \| \| Zuschauer: 6.428 \| \| Schiedsrichter: Stefan Paffrath \| | Berliner Sport-Club |
| BFC Dynamo                                                                    | Bernhard Hendl – Marcel Rausch, David Malembana, Joshua da Silva (41. Francis Adomah, 67. Philip Schulz), Ugurtan Cepni – David Kamm Al-Azzawe, Björn Lambach – Matthias Steinborn, Bilal Çubukçu , Otis Breustedt – Rufat Dadashov (87. Rafael Brand) Cheftrainer: René Rydlewicz | Mateusz Mika – Sascha Jahnke, Deniz Yesiltepe, Louis Arnst , Timo Höfler – Omid Saberdest, Stepahn Kwasi Boachie (35. Nelson Antoniofrancisco), Maurice Peitz, Jerome Massih – Emre Demir (69. Necmi Ulucay) – Ricky Djan-Okai (69. Mario Maaß) Cheftrainer: Wolfgang Sandhowe | Berliner Sport-Club |
| BFC Dynamo                                                                    | 1:0 Rufat Dadashov (17.) 2:0 Rufat Dadashov (62.) | 2:1 Louis Arnst (90.+2', Foulstrafstoß) | Berliner Sport-Club |
| BFC Dynamo                                                                    | Joshua da Silva, Björn Lambach, Bilal Çubukçu, Otis Breustedt, Francis Adomah | Stepahn Kwasi Boachie, Deniz Yesiltepe | Berliner Sport-Club |
| BFC Dynamo                                                                    | Omid Saberdest (90.+3') nach Beleidigung eines Gegenspielers. | | Berliner Sport-Club |
| Montag, 21. Mai 2018 um 17:00 Uhr in Berlin (Friedrich-Ludwig-Jahn-Sportpark) | | |                     |
| Ergebnis: 2:1 (1:0)                                                           | | |                     |
| Zuschauer: 6.428                                                              | | |                     |
| Schiedsrichter: Stefan Paffrath                                               | | |                     |

## Der Landespokalsieger im DFB-Pokal 2018/19
| Datum                      |                 | Ergebnis  |                | Runde         |
| -------------------------- | --------------- | --------- | -------------- | ------------- |
| So., 19.08.2018, 15:30 Uhr | BFC Dynamo (IV) | 1:9 (1:4) | 1. FC Köln (I) | 1. Hauptrunde |